# Greg Johnston
Peter Gregory "Greg" Johnston (født 16. maj 1959 i Devonport, New Zealand) er en newzealandsk tidligere roer.
Johnston vandt en bronzemedalje for New Zealand i disciplinen firer med styrmand ved OL 1988 i Seoul. Christopher White, George Keys, Ian Wright og styrmand Andrew Bird udgjorde resten af besætningen. I finalen kom den newzealandske båd ind efter Østtyskland og Rumænien, der vandt henholdsvis guld og sølv. Han deltog også ved OL 1984 i Los Angeles.
Johnston vandt desuden en VM-guldmedalje i firer med styrmand ved VM 1983 i Vesttyskland.

## OL-medaljer
- 1988:  Bronze i firer med styrmand